# オオバツツジ
オオバツツジ（大葉躑躅、学名：Rhododendron nipponicum ）はツツジ科ツツジ属の落葉低木。

## 特徴
高さは1-2mになり、若い枝には開出した腺毛が生える。葉は互生し、大きく、枝先に集まってつき、葉柄は無い。葉身は長さ5-10cm、幅3-8cmになり、倒卵形で、先端は円いかややへこみ、先端に腺状突起があり、基部はくさび形になり茎を覆う。葉の表面、縁、裏面の葉脈の上に腺毛が生える。
花期は6月下旬-8月上旬。葉の展開とともに、枝先の1個の花芽に5-10個の花を、やや散形状につける。花柄は長さ8-15mmになり、開出した長い腺毛が密に生える。花冠は黄白色で、長さ1-1.5cm、幅0.8-1cmの筒状鐘形で、先端が浅く5裂し、花冠先端は赤色を帯び、花冠内側に短い軟毛が生える。雄蘂は10本で、花冠から突出しなく、花糸の下部半分に短毛が生える。子房には腺毛が密に生える。果実は蒴果で長さ10-12mmの長楕円形になり、開出した長い腺毛がやや密に生える。

## 分布と生育環境
日本固有種 。本州の秋田県から福井県にかけた日本海側に分布し、低山帯から亜高山帯下部の湿った低木林内、多雪地の雪崩斜面などに生育する。超塩基性岩地に多くみられる。

## ギャラリー
- 花冠は筒状鐘形で、黄白色。
- 樹皮